# Big Brother 1 (Magyarország)
A Big Brother 1 a TV2 valóságshowja, a magyarországi Big Brother első szériája, amely 2002. szeptember 1-jén indult, és 2002. december 21-én Évi győzelmével ért véget. Az első évad műsorvezetői Liptai Claudia és Till Attila voltak. Ebben az időszakban a Big Brother alapötletére gyártott valóságshow (Való Világ) futott a másik kereskedelmi csatornán, az RTL Klubon is, de a Nagy Testvér kiütötte a magyar nézettségi lista első öt helyéről.

## A műsor menete

### Lakók
Az első szériában 12 lakó költözött be a Big Brother házba.
| Név                       | Életkor | Lakhely        | Foglalkozás         |
| ------------------------- | ------- | -------------- | ------------------- |
| Andi (Kapitány Andrea)    | 28      | Budapest       | bankos              |
| Angéla (Lupsán Angéla)    | 29      | Békéscsaba     | idegenvezető        |
| Bálint (Kormos Bálint)    | 21      | Eger           | tanuló              |
| Évi (Párkányi Éva)        | 21      | Kaposvár       | pultos              |
| Iti (Buchmüller István)   | 26      | Budapest       | testőr              |
| Judit (Nagy Judit)        | 24      | Komárom        | pénzügyi közvetítő  |
| Pongó (Lassan Zoltán)     | 37      | Komló          | női fehérnemű-eladó |
| Popey (Szabadi István)    | 24      | Szeged         | cukrász             |
| Renato (Pavesi Renato)    | 23      | Budapest       | zenész              |
| Szabi (Gyovai Szabolcs)   | 20      | Bokros         | tanuló              |
| Tara (Kovács Anita)       | 30      | Balatonfenyves | üzletkötő           |
| Zsanett (Horváth Zsanett) | 22      | Gellénháza     | üzletkötő           |

### Döntések
|                  |               |                      |                                   |                               |                      |                       |                       |                       |                       |                        |                       |                       |                       |                       |                       |                       |                       |                       |
| Évi              | Judit Zsanett | Andi Zsanett         | Renato Zsanett                    | Andi Zsanett                  | Renato Zsanett       | Renato Zsanett        | Andi Renato           | Renato Szabi          | Bálint Renato         | Győztes (116 nap)      |                       |                       |                       |                       |                       |                       |                       |                       |
| Bálint           | Pongó Tara    | Pongó Tara           | Pongó Zsanett                     | Pongó Zsanett                 | Pongó Renato         | Szabi Zsanett         | Renato Szabi          | Renato Szabi          | Évi Popey             | 2. helyezett (116 nap) |                       |                       |                       |                       |                       |                       |                       |                       |
| Renato           | Bálint Judit  | Bálint Iti           | Évi Popey                         | Évi Popey                     | Bálint Popey         | Évi Popey             | Évi Popey             | Évi Popey             | Évi Popey             | 3. helyezett (116 nap) |                       |                       |                       |                       |                       |                       |                       |                       |
| Popey            | Évi Pongó     | Évi Zsanett          | Pongó Zsanett                     | Andi Pongó                    | Pongó Renato         | Andi Zsanett          | Andi Renato           | Renato Szabi          | Évi Renato            | Kiszavazott (15. hét)  |                       |                       |                       |                       |                       |                       |                       |                       |
| Szabi            | Iti Judit     | Iti Tara             | Évi Renato                        | Évi Renato                    | Andi Popey           | Andi Popey            | Bálint Popey          | Évi Renato            | Kiszavazott (14. hét) | Kiszavazott (14. hét)  | Kiszavazott (14. hét) | Kiszavazott (14. hét) | Kiszavazott (14. hét) | Kiszavazott (14. hét) | Kiszavazott (14. hét) | Kiszavazott (14. hét) | Kiszavazott (14. hét) | Kiszavazott (14. hét) |
| Andi             | Judit Zsanett | Angéla Évi           | Évi Iti                           | Évi Pongó                     | Évi Renato           | Szabi Zsanett         | Évi Renato            | Kiszavazott (13. hét) | Kiszavazott (13. hét) | Kiszavazott (13. hét)  | Kiszavazott (13. hét) | Kiszavazott (13. hét) | Kiszavazott (13. hét) | Kiszavazott (13. hét) | Kiszavazott (13. hét) | Kiszavazott (13. hét) | Kiszavazott (13. hét) |                       |
| Zsanett          | Renato Tara   | Angéla Tara          | Andi Angéla                       | Angéla Popey                  | Pongó Popey          | Andi Popey            | Kiszavazott (12. hét) | Kiszavazott (12. hét) | Kiszavazott (12. hét) | Kiszavazott (12. hét)  | Kiszavazott (12. hét) | Kiszavazott (12. hét) | Kiszavazott (12. hét) | Kiszavazott (12. hét) | Kiszavazott (12. hét) | Kiszavazott (12. hét) |                       |                       |
| Pongó            | Bálint Renato | Iti Tara             | Angéla Iti                        | Angéla Bálint                 | Renato Zsanett       | Kiszavazott (10. hét) | Kiszavazott (10. hét) | Kiszavazott (10. hét) | Kiszavazott (10. hét) | Kiszavazott (10. hét)  | Kiszavazott (10. hét) | Kiszavazott (10. hét) | Kiszavazott (10. hét) | Kiszavazott (10. hét) | Kiszavazott (10. hét) |                       |                       |                       |
| Angéla           | Judit Zsanett | Pongó Zsanett        | Andi Zsanett                      | Andi Zsanett                  | Kiszavazott (8. hét) | Kiszavazott (8. hét)  | Kiszavazott (8. hét)  | Kiszavazott (8. hét)  | Kiszavazott (8. hét)  | Kiszavazott (8. hét)   | Kiszavazott (8. hét)  | Kiszavazott (8. hét)  | Kiszavazott (8. hét)  | Kiszavazott (8. hét)  |                       |                       |                       |                       |
| Iti              | Judit Zsanett | Pongó Zsanett        | Andi Pongó                        | Kiszavazott (6. hét)          | Kiszavazott (6. hét) | Kiszavazott (6. hét)  | Kiszavazott (6. hét)  | Kiszavazott (6. hét)  | Kiszavazott (6. hét)  | Kiszavazott (6. hét)   | Kiszavazott (6. hét)  | Kiszavazott (6. hét)  | Kiszavazott (6. hét)  |                       |                       |                       |                       |                       |
| Tara             | Judit Zsanett | Andi Zsanett         | Kiszavazott (4. hét)              | Kiszavazott (4. hét)          | Kiszavazott (4. hét) | Kiszavazott (4. hét)  | Kiszavazott (4. hét)  | Kiszavazott (4. hét)  | Kiszavazott (4. hét)  | Kiszavazott (4. hét)   | Kiszavazott (4. hét)  | Kiszavazott (4. hét)  |                       |                       |                       |                       |                       |                       |
| Judit            | Angéla Tara   | Kiszavazott (2. hét) | Kiszavazott (2. hét)              | Kiszavazott (2. hét)          | Kiszavazott (2. hét) | Kiszavazott (2. hét)  | Kiszavazott (2. hét)  | Kiszavazott (2. hét)  | Kiszavazott (2. hét)  | Kiszavazott (2. hét)   | Kiszavazott (2. hét)  |                       |                       |                       |                       |                       |                       |                       |
|                  |               |                      |                                   |                               |                      |                       |                       |                       |                       |                        |                       |                       |                       |                       |                       |                       |                       |                       |
| Közönségszavazás | Évi Judit     | Pongó Zsanett        | Angéla Iti                        | Andi Angéla                   | Pongó Renato         | Andi Zsanett          | Andi Popey            | Popey Renato          | Popey Renato          |                        |                       |                       |                       |                       |                       |                       |                       |                       |
| Jelöltek         | Judit Zsanett | Pongó Tara Zsanett   | Andi Angéla Évi Iti Pongó Zsanett | Andi Angéla Évi Pongó Zsanett | Pongó Renato         | Andi Zsanett          | Andi Popey Renato     | Renato Szabi          | Évi Popey Renato      |                        |                       |                       |                       |                       |                       |                       |                       |                       |
| Kiszavazott      | Judit         | Tara                 | Iti                               | Angéla                        | Pongó                | Zsanett 50,3%         | Andi                  | Szabi                 | Popey                 |                        |                       |                       |                       |                       |                       |                       |                       |                       |

A finálét 2002. december 21-én rendezték, ahol Évi, Renato és Bálint küzdött a főnyereményért. A harmadik helyezett kihirdetésekor, a legkevesebb szavazatot (az összes szavazat 9,9%-át) Renato kapta, így neki kellett elsőként távoznia a házból, a fináléban. A végső eredményhirdetéskor Bálint a szavazatok 26%-át kapta, így a Big Brother első szériáját végül Évi nyerte 74%-kal. Nyereménye 16 millió forint volt.

## Készítése
A műsor helyszínéül a Kőbányán, a Budapesti Nemzetközi Vásárközpont (Hungexpo) területén álló, 2002 nyarán felépített könnyűszerkezetes épület szolgált.

### Adásidő
Az első széria főműsoridőben került a képernyőre, 12-es korhatárral, rendszerint 20:00-ás kezdéssel.